# Socialstyrelsens nationella riktlinjer
Socialstyrelsens nationella riktlinjer är Socialstyrelsens stöd för prioriteringar inom den svenska hälso- och sjukvården. Riktlinjerna vänder sig till personer som beslutar om resurser i hälso- och sjukvården, tandvården och socialtjänsten, och ger rekommendationer kring vilka behandlingar och metoder som är viktigast att satsa på eller avveckla. Riktlinjerna gäller inte behandlingsåtgärder eller rådgivning till patienter i enskilda fall, det är alltid behandlande personal som har ansvaret för att i det enskilda fallet göra en bedömning av den individuella patientens behov så att denne får adekvat behandling. För att följa upp utvecklingen och kvaliteten i vården och omsorgen finns även målnivåer och utvärderingar för klinisk verksamhet, med utgångspunkt från de nationella riktlinjerna.
Som underlag och förarbeten till de nationella riktlinjerna arbetar ofta Statens beredning för medicinsk och social utvärdering fram ett vetenskapligt underlag som ligger till grund för rekommendationerna med hjälp av metaanalys och systematiska översikter. Det arbete kan även inkludera ekonomiska och etiska aspekter genom att använda metodik som kallas Health technology assessment (HTA).
Riktlinjerna är ofta föremål för diskussion och det förs en offentlig debatt kring huruvida riktlinjerna bör vara bindande istället för rådgivande.

## Riktlinjernas områden
Det är landstingen, regionerna och kommunerna som bestämmer över den offentliga hälso- och sjukvården, tandvården och socialtjänsten. Politiker, ledande tjänstemän och chefer samt personal i vård och socialtjänst kan använda de nationella riktlinjerna som stöd för olika beslut. Socialstyrelsen riktlinjer är avgränsade till vissa områden.

### Områden (2024, januari)[7]
- ADHD och autism
- Astma och KOL
- Bröst-, prostata-, tjocktarms- och ändtarmscancervård
- Demens
- Depression och ångest
- Diabetes
- Endometrios
- Epilepsi
- Graviditet, förlossning och tiden efter
- Hjärtsjukvård
- Levnadsvanor
- Lungcancer
- Missbruk och beroende
- MS och Parkinsons sjukdom
- Obesitas (fetma)
- Palliativ vård
- Psoriasis
- Rörelseorganens sjukdomar
- Schizofreni
- Stroke
- Tandvård
- Vulvodyni
- Ätstörningar